# HD42536
HD42536 — хімічно пекулярна зоря спектрального класу A0, що має видиму зоряну величину в смузі V приблизно  6,1.
Вона  розташована на відстані близько 551,9 світлових років від Сонця.

## Фізичні характеристики
Зоря HD42536 обертається 
порівняно повільно 
навколо своєї осі. Проєкція її екваторіальної швидкості на промінь зору становить  Vsin(i)= 33км/сек.

## Пекулярний хімічний вміст
Зоряна атмосфера HD42536 має підвищений вміст 
Cr
.